# Se fågeln, som sitter på gungande gren
Se fågeln, som sitter på gungande gren är en psalmtext av Sigismund Christian Dick. Den har fyra 5-radiga verser.
Sjungs till samma melodi som psalmen Var är du? Var är du?, sång nummer 80 i Ahnfelts Sånger. I den finska Siionin laulut -boken finns denna sång med namnet "Oi katsohan lintua oksalla puun" som nummer 192.

## Publicerad i
- Ahnfelts Sånger nr 131, nionde häftet 1855 och i EFS nyutgåva 1893. Titel "Sörjer icke för morgondagen".
- Svensk söndagsskolsångbok 1908 som nr 8 under rubriken "Guds härlighet".
- Sions Sånger 1951 som nummer 175.
- Sions Sånger 1981 som nummer 157 under rubriken "Kristlig vandel".
- Sions Sånger och Psalmer nr 47